# André Simões
André Simões (Matosinhos, 16 de diciembre de 1989) es un futbolista portugués. Juega de centrocampista y su equipo es el Leixões S. C.

## Trayectoria
Es un jugador formado en la cantera del F. C. Porto y del Padroense F. C. En las filas del Moreirense F. C. consiguió ascender a la Primeira Liga y realizar una temporada 2014-15 en la máxima categoría del fútbol luso.
En 2015 firmó como nuevo refuerzo del AEK de Atenas. Había terminado el contrato con Moreirense y firmó por dos temporadas con el equipo que se aseguró un retorno a la máxima categoría del fútbol griego.
Después de siete años en Grecia, para la temporada 2022-23 volvió a Portugal para jugar en el F. C. Famalicão. La campaña siguiente fue cedido al Leixões S. C. y en julio de 2024 regresó al mismo club firmando por un año.

## Clubes
| Club                   | País     | Año       |
| ---------------------- | -------- | --------- |
| Padroense F. C.        | Portugal | 2008-2011 |
| C. D. Santa Clara      | Portugal | 2011-2013 |
| Moreirense F. C.       | Portugal | 2013-2015 |
| AEK Atenas F. C.       | Grecia   | 2015-2022 |
| F. C. Famalicão        | Portugal | 2022-2024 |
| Leixões S. C. (cedido) | Portugal | 2023-2024 |
| Leixões S. C.          | Portugal | 2024      |

## Palmarés

### Títulos nacionales
| Título              | Club             | País     | Año     |
| ------------------- | ---------------- | -------- | ------- |
| Segunda Liga        | Moreirense F. C. | Portugal | 2013-14 |
| Copa de Grecia      | AEK Atenas F. C. | Grecia   | 2015-16 |
| Superliga de Grecia | AEK Atenas F. C. | Grecia   | 2017-18 |